# 미에정
미에정(三重町)은 오이타현 남부에 위치했던 정이다. 2005년 3월 31일, 다른 오노군 4정 2촌과 함께 신설합병해 분고오노시가 되었고, 미에정은 소멸되었다. 

## 개요
오이타현에서 몇 안 되는 인구가 증가하고 있는 시정촌이었다. 중심부를 가로지르는 국도 326호 도로변에는 도로변 상점이 즐비했다. 
신설 합병으로 분고오노시가 된 이후에도 주소 표기에는 구 미에정의 마을 이름을 붙이는 형태로 남아 있어(예: 합병 전: 오이타현 오노군 미에정 시장→합병 후: 오이타현 분고오노시 미에정 시장), 현지에서는 구 미에정의 구역을 지금도 '미에'라고 부르고 있다. 현지에서의 '미에'의 억양은 미에현의 '미에'의 억양과는 다르다. 

## 역사
- 1889년 4월 1일 - 정촌제 시행에 의해 미에촌이 성립하였다.
- 1902년 4월 11일 - 정으로 승격해, 미에정이 되었다.
- 1951년 4월 1일 - 미에정과 3촌이 신설합병해 새로운 미에정이 되었다.
- 2005년 3월 31일 - 다른 오노군 4정 2촌과 함께 신설 합병해 분고오노시가 되었다.

## 교통

### 철도
- 규슈 여객철도 호히 본선

### 도로
- 국도 326호선
- 국도 502호선